# Conocimiento técnico pedagógico del contenido
El conocimiento tecnológico pedagógico del contenido, también conocido por sus siglas en inglés TPACK (Technological Pedagogical Content Knowledge), es un modelo de representación gráfica, desarrollado entre los años 2006 y 2009 por Mishra y Koehler, en el cual se pueden identificar los tres tipos de conocimientos que debe poseer un docente que desea integrar las TIC en el aula, es decir en su método de enseñanza o docencia. A su vez, en este modelo se puede ver como se asocian o interrelacionan estos tres tipos de conocimiento formando conocimientos mixtos, que los mezclan y asocian; tres conocimientos resultantes de la asociación de dos contenidos hasta llegar a formar el TPACK, la única asociación triple del modelo, y con la que se podría definir, siempre sin olvidar el contexto en el que se integran las tecnologías el conocimiento contextual.
Los tres elementos fundamentales del modelo TPACK incluyen la Tecnología (TK), la Pedagogía (PK) y el Contenido (CK). Para lograr una integración efectiva de la tecnología con la pedagogía en un campo de estudio específico, es esencial desarrollar una comprensión sólida de esta relación. Cada situación de enseñanza se caracteriza por su singularidad, influenciada por factores como los educadores individuales, el curso, las particularidades de la institución educativa, la demografía y la cultura. Como resultado, cada maestro aplicará una combinación particular de contenido, tecnología y pedagogía en función de su visión personal de la enseñanza.

## Definición
Es una metodología que refleja una interrelación entre los tres componentes básicos de conocimiento que un docente debe de manejar: el conocimiento sobre el contenido, sobre la pedagogía, y sobre la tecnología, así como los conocimientos derivados de las combinaciones entre estos. Este modelo entiende la tecnología como un elemento más para tener en cuenta en el diseño de los procesos de enseñanza-aprendizaje, situándola al mismo nivel que los contenidos de la materia trabajada o los conocimientos pedagógicos, y resaltando la importancia que tiene el desarrollo de un punto de vista tecnopedagógico a la hora de trabajar un contenido determinado utilizando tecnologías digitales.

## Historia
La definición clásica del conocimiento pedagógico del contenido (PCK) fue descrita por primera vez por Lee Shulman en 1986. Este autor hablaba de la importancia de la acción del proceso de enseñanza-aprendizaje basándose en una mezcla entre el contenido y la pedagogía. Como resultado de esta idea surge el concepto TPACK al cual se sumó la tecnología con el fin de integrar eficazmente las TIC en el aula.
Posteriormente, el modelo ha sido revisado por otros autores, ampliando el concepto con variables como la formación del profesorado, la actitud, los objetivos, los recursos, el alumnado o las experiencias, englobando todos esos factores en la estructura organizativa, la autoeficacia percibida y los aspectos intangibles. Por último, en el año 2019, Mishra, volvió a desarrollar el modelo, ahora llamado TPACK, pero esta vez para plasmar la importancia del conocimiento del docente respecto al contexto de actuación, es decir, valorando el grupo-clase, la escuela, el contexto socioeconómico, las políticas educativas, así como también otros factores. Este cambio lo representó englobando todo el modelo TPACK en un área llamada XK, conocimiento contextual.
Este modelo educativo busca que la decisión tecnológica, es decir la metodología a implementar en la actividad orientada al aprendizaje del alumno, esté siempre apoyada por una necesidad pedagógica. La tecnología y su conocimiento se han convertido en un elemento esencial que ha de ser dominado por el docente para ponerlo en práctica dentro del proceso de enseñanza-aprendizaje. Actualmente, existen múltiples estudios basados en TPACK y se han propuesto diferentes marcos para promover una visión particular, incluyendo formas y perspectivas diversas sobre la comprensión y el trabajo con la tecnología en el aula.

## Bases del modelo
Surge de una necesidad de los docentes de trabajar distintos tipos de conocimientos, para poder instaurar entornos de aprendizaje que hagan un buen uso de las TIC:
- Conocimientos Pedagógicos (PK): incluye todo lo referido al conocimiento de los propios procesos de aprendizaje, a las prácticas y actividades pedagógicas que se podrían plantear y cómo diseñar la enseñanza a realizar. Este conocimiento es totalmente agnóstico del contenido a enseñar. Se incluyen los objetivos, tanto específicos como generales,  las competencias, los criterios de evaluación, variables de organización, etc.[2] Es la forma en la que se transmite el conocimiento al alumnado, cómo se aplican los anteriores elementos en el aula y el cómo se llegan a planificar.[4]Centrado en el conocimiento didáctico del propio contenido, permite trabajar con la comprensión específica de una materia determinada. Se puede, a su vez, dividir en conocimiento del propio sujeto, de las actividades y de las acciones sobre dicho tema.[8]Por ello, se centra en el conocimiento de las aplicaciones que las TIC ofrecen a la enseñanza, es decir, los beneficios y limitaciones que ciertas herramientas tecnológicas puedan tener en el diseño y desarrollo de estrategias pedagógicas.[2]
- Conocimientos de Contenidos (CK): el que conforma la propia materia o disciplina que el o la docente va a transmitir y enseñar, sin incluir ningún aspecto sobre el aprendizaje en sí. Contiene todo tipo de conceptos, leyes y teorías, principios, ideas y marcos de organización. También engloba el conocimiento de evidencias, así como el enfoque y las prácticas imprescindibles para desarrollar ese contenido. Esto implica que el docente debe dominar conceptos fundamentales y reflexivos de la disciplina que enseña.[2][4]También, se refiere al modo en que la tecnología crea una variedad de representaciones para conocimientos concretos, sin llegar a involucrar el aspecto pedagógico. Una vez obtenido este conocimiento, podemos discernir cómo diferentes herramientas tecnológicas pueden afectar y relacionarse con el objeto de aprendizaje.[4][8]
- Conocimientos Tecnológicos (TK): el conocimiento sobre las posibilidades tecnológicas es importante en entornos TIC, ya que van a condicionar el tipo de enseñanza, sobre todo, destacando la importancia de la variedad y riqueza de tecnologías diferentes, para, así, sacar el máximo provecho posible y evitar caer en errores de tecnocentrismo.Este conocimiento facilita la adaptación a los nuevos avances tecnológicos.[2][4] Este también engloba los tres tipos de contenido, obteniendo así el conocimiento sobre cómo coordinar actividades pedagógicas concretas que son representadas a través de tecnologías.[8]

## Aplicación del modelo y evaluación

### Aplicación del Modelo TPACK
Para aplicar el Modelo TPACK de manera efectiva, los docentes deben alinear sus objetivos pedagógicos con la elección de la tecnología, asegurando que esta última mejore la enseñanza en lugar de ser solo un accesorio.Si los docentes carecen de competencias en pedagogías flexibles y en la promoción del aprendizaje auténtico, podrían enfrentar desafíos en su implementación.
La planificación basada en actividades educativas es una estrategia propuesta por expertos, que promueve una instrucción centrada en el estudiante. Esto implica establecer pautas claras para la integración de la tecnología en todas las etapas del proceso educativo, desde la selección de contenidos hasta la elección de estrategias de evaluación.
La gestión exitosa del TPACK depende en gran medida del contexto de la práctica educativa. Cada entorno educativo es único, y es esencial contar con el apoyo de las autoridades educativas para garantizar que los recursos tecnológicos estén disponibles y se utilicen de manera efectiva en el aula.
La evaluación desempeña un papel fundamental en la aplicación del Modelo TPACK, ya que permite medir el impacto de la tecnología en el proceso de aprendizaje y evaluar si se están alcanzando los objetivos educativos de manera efectiva.

### Estrategias de actuación
Se han desarrollado diferentes fases para aplicar las ventajas que ofrece el modelo TPACK en el ámbito educativo, tales como: 
1. Planificación y diseño colaborativo de la enseñanza.[13]
2. Selección, construcción de estructuras y diseño de recursos.[14]
3. Uso de mapas conceptuales y metodologías relacionadas con aprendizaje basado en juegos y aprendizaje profundo.[15]
4. Evaluación del modelo y propia intervención del docente.[16]

### Herramientas de evaluación
Es importante diseñar medidas de autoevaluación del modelo,entre ellas destacan:
- Cuestionarios abiertos.
- Evaluaciones de las acciones.
- Entrevistas y observaciones.

Los recursos más utilizados para evaluar el modelo son:
- Encuesta sobre conocimiento de la enseñanza y tecnologías de los profesores.[18]
- Cuestionario TPACK-21.[19]
- Herramienta de diagnóstico de liderazgo TPACK.[20]

## Ventajas e inconvenientes
Las principales ventajas que se han identificado en la aplicación del modelo están enfocadas en tres aspectos: 
- Un mejor entendimiento por parte de los docentes de los distintos niveles en los que se produce la integración tecnológica.[1] Este modelo contempla la tecnología, o los conocimientos del ámbito tecnológico en sus representaciones, los coloca al mismo nivel de importancia que a conocimientos pedagógicos, es decir, cómo enseñar, y al mismo nivel que los conocimientos de contenidos, es decir, dominio (sea teórico o práctico) del tema que se pretende enseñar. Esto implica la necesidad de que los docentes tengan una formación más completa ya que trabajan no solo contenidos, sino también habilidades y herramientas. El hecho de que el nuevo rol del docente requiera de una mayor variedad de habilidades permitirá que este disponga de más recursos para ejercer su papel como motor real para cambiar el sistema educativo y así permitir que evolucione.[21]
- La promoción de la investigación en campos como la formación, el desarrollo profesional y el uso de la tecnología por parte de los docentes.[1]
- Permite que profesores, investigadores y formadores de docentes vayan más allá de los enfoques simplificados que tratan la tecnología como un "complemento" en lugar de centrarse en las conexiones entre tecnología, contenido y pedagogía.[10]

Sin embargo, esta metodología también tiene detractores que señalan como principales inconvenientes del modelo los siguientes:
- Falta de una definición única y precisa del concepto.[22]
- Inexistencia de instrumentos fiables de evaluación ya que la mayoría están basados en autoevaluaciones de diferentes tipos.[22]
- La necesidad de desarrollar la competencia digital en cada docente para que este pueda ser autónomo a la hora de desarrollar sus sesiones basadas en entornos TIC. Es precisamente en el  TK donde más carencias se observan y donde han de establecerse los planes de formación óptimos a tener en cuenta en la formación de los docentes.[23]

## Uso en la educación digital y las TIC
Integrar las TIC en los procesos de aprendizaje ha evidenciado que es complejo, tal como por ejemplo se ha observado en la adaptación a causa de la pandemia de la COVID-19, donde problemas como la brecha digital o la falta de formación digital se han intensificado. Esta integración ha de llevarse a cabo a partir de los diferentes tipos de conocimientos mencionados anteriormente.
El TPACK está formado por la confluencia de dichos conocimientos y por eso se convierte en la base de una enseñanza óptima apoyándose en la tecnología. Esto implica que el docente domine el TPACK para así ser capaz de plantear una serie de actividades concretas para una disciplina en particular empleando técnicas pedagógicas variadas y diferentes recursos TIC del modo más constructivo posible. Para conseguirlo, es necesario considerar los siguientes componentes:
- Formación del profesorado, dado que este ha de controlar todas las dimensiones del conocimiento del TPACK.
- Actitudes, ya que al tratar la educación digital es importante la proactividad y participación de cada miembro de la comunidad educativa.
- Objetivos, puesto que sin ellos no habría un propósito claro.
- Experiencias, donde estas han de ser variadas y enriquecedoras.
- Estudiantes, ya que son el centro del proceso de aprendizaje y su rol debe ser más activo que nunca y debe participar en las diferentes dimensiones del conocimiento que se trabajen.
- Recursos, recursos y recursos, donde la variedad (en tecnologías, contenidos, estrategias pedagógicas...) coja la importancia que requiere y el trabajo de la combinación de estas lleve a un aprendizaje completo.